# Дуплято-Масловский сельсовет
Дуплято-Масловский сельсовет — муниципальное образование со статусом сельского поселения в Знаменском районе Тамбовской области.
Административный центр — село Дуплято-Маслово.

## История
В соответствии с Законом Тамбовской области от 17 сентября 2004 года № 232-З установлены границы муниципального образования и статус сельсовета как сельского поселения.
В 2008 году в состав Дуплято-Масловского сельсовета был включен Карианский сельсовет.

## Население
| 2010  | 2012  | 2013  | 2014  | 2015  | 2016  | 2017  |
| ----- | ----- | ----- | ----- | ----- | ----- | ----- |
| 1325  | ↗1329 | ↘1320 | ↘1290 | ↘1279 | ↘1242 | ↘1225 |
| 2018  | 2019  | 2020  | 2021  |       |       |       |
| ↘1208 | ↘1163 | ↘1120 | ↘947  |       |       |       |

## Состав сельского поселения
| № | Населённый пункт | Тип населённого пункта       | Население |
| - | ---------------- | ---------------------------- | --------- |
| 1 | Алёхино          | село                         | 44        |
| 2 | Дуплято-Маслово  | село, административный центр | 907       |
| 3 | Кариан           | село                         | 374       |